# Monte Amida (Chūbu)
El Monte Amida (阿 弥陀 岳 'Amidadake'?) es una elevación de 2805 metros situada en la región de Chūbu, Nagano, Japón. Es una de las ocho cumbres que conforman la cordillera de Monte Yatsugatake.
- Datos: Q8539877
- Multimedia: Mount Amida / Q8539877